# Agent commercial
Pour les articles homonymes, voir Agent.
L'agent commercial est un mandataire, c'est-à-dire un intermédiaire agissant pour le compte d'un tiers (le mandant) auprès de clients. L'agent commercial est avant tout chargé de négocier et conclure des contrats de vente pour le compte du mandant.
À ce titre, il ne bénéficie pas de la qualité de commerçant.
Comme tout travailleur indépendant, l'agent commercial est libre de choisir son statut juridique. Il pourra ainsi se structurer en entreprise individuelle, ou créer une société individuelle.

## Description
L’agent commercial est un négociateur, c’est lui qui entame des processus de négociation et qui dans quelques cas se charge de conclure les contrats de vente, ainsi que de location ou encore de la prestation de service, cela pour un tiers. L’agent commercial peut être de deux types, soit une personne physique ou bien une personne morale.

## Missions
Le métier d'agent commercial a de nombreux avantages. Il dispose d'une liberté de travail. C'est un métier de terrain et de réseau dont les missions vont différer d'un client à un autre. L'agent commercial va donc fréquenter différents endroits. Et pour exercer son activité l'agent commercial doit tenir compte des spécificités du marché mais aussi du positionnement que recherche l'entreprise par rapport à ses concurrents sur chaque marché. L’essentiel des clients des agents commerciaux ont pour clientèles des professionnels, on parle donc de « B to B », mais aussi quelques particuliers, on parle ici de « B to C ».
Parmi les différentes missions de l'agent commercial, on peut retrouver : 
- Établir des fichiers clients[4] ;
- Effectuer la prospection[5] au sein de sa zone géographique par ses propres moyens, ou par les moyens proposés par la société avec laquelle il travaille ;
- Répondre aux besoins de la clientèle, et permettre leur fidélisation à l'entreprise. La fidélisation des clients permettra à ces derniers de recevoir des offres complémentaires et des promotions proposés par l'agent commercial. Par ailleurs, la gestion de la relation clientèle dans ce métier peut être stressante ;
- Réaliser la vente du début jusqu'à la fin, en passant de la simple prospection à la signature du contrat avec le client. La prospection est l'une des missions principales de l'agent commercial pour ramener de nouveaux clients à l'entreprise ;
- Accroître le chiffre-d'affaires avec les clients en portefeuille ;
- Transmettre l'information concernant le produit ou le service à la clientèle ;
- Écouter le client avant et après la vente, l'agent commercial doit se mettre à la disposition totale du mandant bien que le mandant n'ait pas le droit d'exiger la disponibilité totale de l'agent en ce que l'agent commercial a la liberté de travailler pour plusieurs mandants à la fois. Il n'existe en effet pas de lien de subordination entre agent et mandant[6] ;
- Remonter différentes informations aux dirigeants ou aux responsables de sa société, cela peut être les motifs de satisfaction et d’insatisfaction des clients, des informations concernant les entreprises concurrentes, mais aussi sur l’évolution des tendances, besoins sur le marché. L’agent commercial va devoir donc établir des études de marchés.

Cependant, il est nécessaire d’indiquer que les missions de l’agent commercial vont varier d’une entreprise à l’autre. Si l'agent commercial veut exercer ses missions en entreprise individuelle, il devra s'inscrire auprès du Greffe du Tribunal de Commerce au lieu où se situe leur domicile, mais aussi sur le Registre Spécial des Agents Commerciaux. Par ailleurs, si l'agent commercial ouvre sa société, il devra s'inscrire au Registre du Commerce et des Sociétés, pour par la suite s'inscrire au Greffe du Tribunal de Commerce.

## Compétences requises
L’agent commercial doit disposer de connaissance parfaite du marché, de la zone ou il exerce son activité, des produits et des services qu'il propose. Il doit également disposer de connaissances sur l'entreprise qui le mandate.
L’agent commercial doit savoir utiliser certains outils nécessaires à son activité : les outils de bureautique et traitement de texte, savoir appliquer des techniques de ventes et d’avant-vente, les techniques de marketing et de management, savoir utiliser les outils que lui donne l’entreprise pour réaliser son activité et notamment démarcher les clients, des outils de bureautique ainsi que des outils de planification.
L’agent commercial doit savoir rompre la barrière de la langue et donc détenir des compétences dans des langues étrangères lui permettant d’ouvrir son horizon en termes de clientèle et toucher le plus de monde que possible.

## Qualités requises
L’agent commercial est le premier contact de l’entreprise avec le client, c’est pour cela que l’une des qualités essentielles que doit détenir l’agent commercial est l’honnêteté.
L’activité de l’agent commerciale est riche en rebondissement et responsabilités que ce soit les rendez-vous avec les clients, le démarchage, la perte d’un client ou de négociations, pour rester efficace, ce dernier doit résister au stress et à la pression.
L'agent commercial doit être très autonome et doit savoir gérer son temps. L'agent commercial étant en contact avec la clientèle constamment, d’autres qualités lui sont demandées comme disposer d'un bon relationnel, être capable de discuter, de comprendre et conseiller les clients. L’agent commercial doit être efficace et par conséquent réaliser les objectifs qui lui sont donnés. L’agent commercial doit être capable de s’adapter à tous secteurs, tous les produits qui proposent à la vente, tous les besoins de la clientèle, en soit, il doit disposer d'une grande capacité d’adaptation.
L’agent commercial doit être une personne avant tout organisée. Une des nombreuses qualités que l’agent commercial doit détenir également c’est la capacité de se déplacer, d'être mobile, autonome et assidu dans son travail. Un agent commercial doit faire preuve d’initiative. L’agent commercial également est avant tout un commercial et par conséquent doit être capable de vendre le produit à quiconque, c’est un bon négociateur et quelqu’un de très persuasif.

## Le secteur d'activité

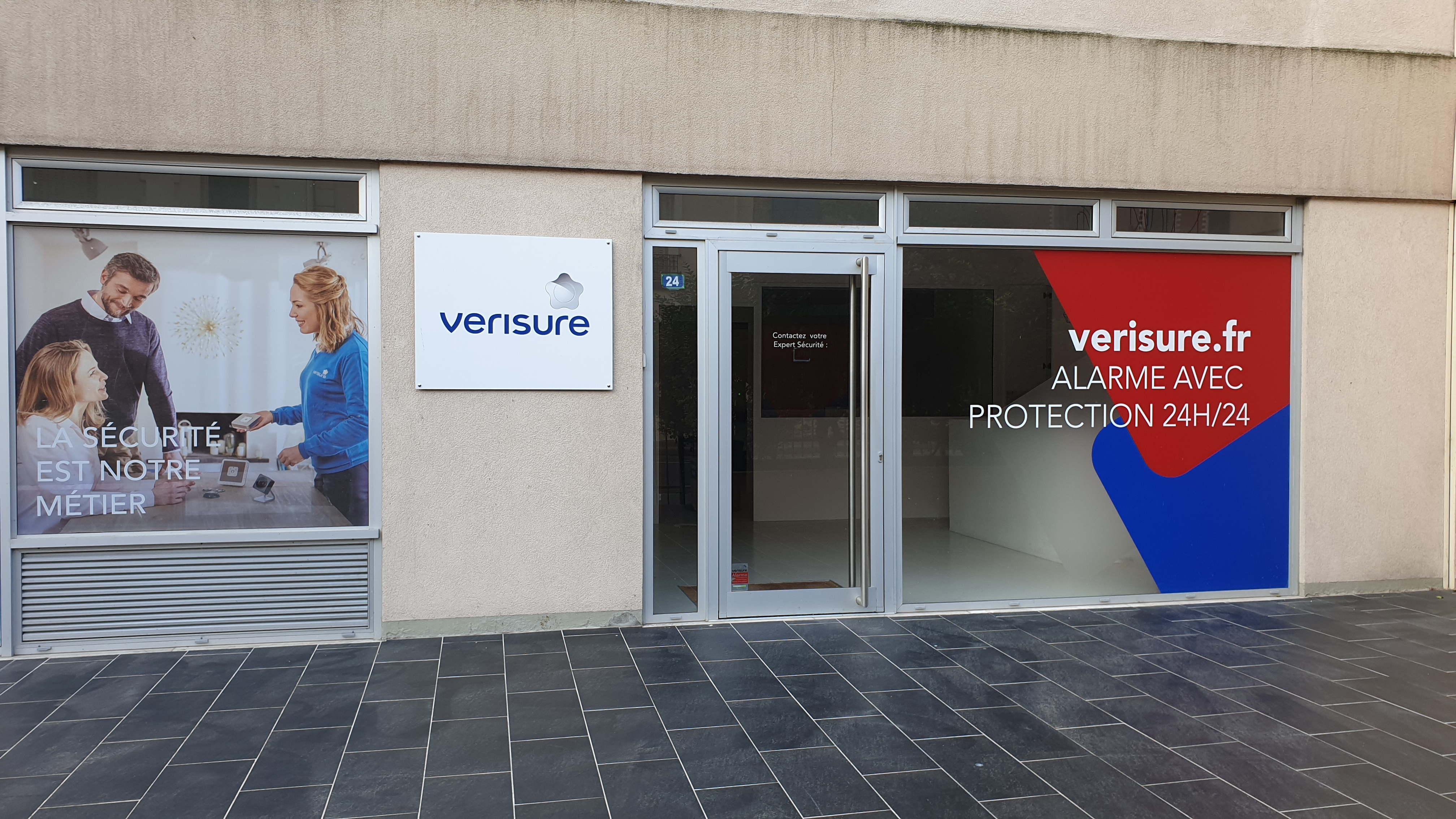
Agence commerciale parisienne de l'entreprise Verisure. Ce genre de petit local permet notamment de suivre les ventes des agents commerciaux.

L'agent commercial passe beaucoup de temps sur les routes afin de constituer sa clientèle. Il peut être amené à travailler pour une variété conséquente d'entreprise. Afin de rester concurrentiel il est nécessaire que l'agent commercial possède des compétences variées. Ces dernières, doublées d'un réseau de potentiels clients lui permettront de toucher un plus large panel d'entreprises. Certains agents commerciaux se spécialisent donc dans des secteurs techniques comme le secteur bancaire, il est nécessaire que les compétences soient en accords avec ce secteur particulier. Agissant comme mandataire pour le compte de ses clients, il signe des contrats d'achats, de vente, de location pour le compte de commerçants, de producteurs ou encore d'industriels. L'agent commercial peut exercer dans le secteur immobilier en tant que "négociateur immobilier". Les contrats pouvant être proposés par l'agent commercial sont très diversifiés, cette liberté laisse un choix plutôt conséquent de secteurs. L'agent commercial n'étant pas lié à une entreprise comme l'est un VRP, il est libre d'être le mandataire de plusieurs mandants, et ce dans un tout autre secteur d'activité.
L'agent commercial est lié à son mandant par un contrat d'agence, ce contrat peut stipuler qu'il soit à durée déterminée ou non. Ce contrat n'est pas obligatoirement écrit, il peut simplement être oral, cependant il est préférable de le rédiger afin d'éviter de créer trop de litiges. Ce contrat présente des droits et des obligations créés conjointement entre les parties. Concernant les droits de l'agent commercial, ce dernier étant dans une situation "précaire" au fait des modalités de ses rémunérations, il est protégé de ce fait par le contrat d'agence. Si c'est le mandant qui rompt le contrat d'agence, cela ouvre le droit à une indemnité de fin de contrat. Cette disposition est prévue par le Code de commerce, article L 134-12, sauf si la cessation de contrat est causée par une faute grave, prévu par l'article L 134-13 du même Code.

## Diplômes et études
Pour exercer le métier d’agent commercial, il y a plusieurs possibilités. Il est conseillé de faire soit : 
- un Bac ES,
- un Bac STMG,
- ou bien un Bac professionnel, tel que dans le Commerce ou la Vente.

Différentes poursuites d’études peuvent permettre d’atteindre un Bac +2 et d’accroître ses connaissances pour le métier d’agent commercial, ce sont les BTS ou bien le DUT. Les BTS conseillés sont les suivants : 
- Brevet de technicien supérieur - Management commercial opérationnel (BTS MCO), anciennement nommé avant 2019 du Brevet de technicien supérieur - Management des unités commerciales (BTS MUC),
- Brevet de technicien supérieur - Négociation et digitalisation de la relation clients, anciennement Négociation et Relation Client,
- ou un Brevet de technicien supérieur - Technico-commercial.

Le DUT conseillé est le suivant : 
- Diplôme universitaire de technologie en techniques de commercialisation.

Le futur agent commercial peut également choisir une licence professionnelle, lui permettant d'atteindre un Bac +3. De nombreuses licences sont disponibles, la liste suivante est non exhaustive : 
- Licence professionnelle de commerce et distribution
- Licence professionnelle commercialisation de produits et services
- Licence professionnelle technico-commerciale

Les grandes écoles supérieure de commerce peuvent également être un moyen de se spécialiser dans des domaines clés afin d'exercer le métier d'agent commercial, il  existe de nombreuses écoles supérieures de commerce en France.

## Support Juridique
En France, l'agent commercial peut s'organiser comme il le souhaite pour la commercialisation des produits ou des services à sa charge. Il est totalement libre de choisir la structure juridique dans laquelle il exercera son activité. L’Agent Commercial est mentionné dans différents codes, lois et décrets.
Concernant le Code de commerce, l’Agent Commercial est mentionné dans les articles L110-1-6, L.134-1 et suivant et R134-6, 134-7 et R. 134-15. Et parmi les articles les plus importants, il y a l’article L134-1 apportant la définition de l’Agent Commercial : « L'agent commercial est un mandataire qui, à titre de profession indépendante, sans être lié par un contrat de louage de services, est chargé, de façon permanente, de négocier et, éventuellement, de conclure des contrats de vente, d'achat, de location ou de prestation de services, au nom et pour le compte de producteurs, d'industriels, de commerçants ou d'autres agents commerciaux. Il peut être une personne physique ou une personne morale ». On peut retrouver aussi l’article L134-4 concernant le mandat de l'Agent Commercial, cet article indique « Les contrats intervenus entre les agents commerciaux et leurs mandants sont conclus dans l'intérêt commun des parties…. L'agent commercial doit exécuter son mandat en bon professionnel ; le mandant doit mettre l'agent commercial en mesure d'exécuter son mandat. »
Concernant le Code du travail, l'Agent Commercial est mentionné dans l'article D7312-2 au regard de son immatriculation : « Lorsque l'attestation est délivrée par un agent commercial mandataire, celui-ci fournit une copie de son immatriculation au registre des agents commerciaux prévu à l'article R134-6 du code de commerce. »
Par ailleurs, l'Agent Commercial est mentionné dans différentes lois et décrets, comme la loi du 13 juillet 1992 fixant les conditions d'exercice des activités relatives à l'organisation et à la vente de voyages ou de séjours.
Il est vrai que le support juridique de l'Agent Commercial va différer selon son contrat. Par exemple si le contrat de l'Agent Commercial est un mandat d’intermédiaire en Opérations de Banque et Services de Paiement (MIOBSP) son statut sera déterminé par l'article L. 519-1 du Code Monétaire et Financier. Cet article indique que :  « L’intermédiation en opérations de banque et en services de paiement est l’activité qui consiste à présenter, proposer ou aider à la conclusion des opérations de banque ou des services de paiement ou à effectuer tous travaux et conseils préparatoires à leur réalisation. »

## Immatriculation et Non-Concurrence
En droit français, l'activité de l'agent commercial est réglementée par le droit civil (article 1998 et suivant) et le Code de commerce (article L134.1 à L134-17).
La déclaration d'une activité d'agent commercial, soit son immatriculation, doit — outre les déclarations obligatoires à tout début d'activité indépendante — s'inscrire dans le RSAC, Registre Spécial des Agents Commerciaux (se renseigner auprès de son greffe de tribunal de commerce local).
Dans le cadre de son activité, l’agent commercial doit s’immatriculer au registre spécial des agents commerciaux. Généralement, cette immatriculation se fait avant le début de l’activité de ce dernier. Le registre spécial des agents commercial est tenu par des membres du Tribunal de Commerce. Une fois que l’agent commercial est immatriculé, on lui remet un numéro d’immatriculation ainsi qu'un récépissé de déclaration. L’immatriculation de l’agent commercial peut durer jusqu’à 5 ans et peut être renouvelé. Cependant, si avant le délai de 5 ans, l’agent commercial immatriculé au registre spécial des agents commerciaux ne pratique plus son activité, il doit demander dans les 2 mois qui suivent la fin de son activité, une radiation.
Tout agent commercial qui cesse d'exercer son activité demande, dans un délai de 2 mois, la radiation de son immatriculation en indiquant la date de cette cessation (article R.134-8 du Code de commerce).
Si l’agent commercial est immatriculé au registre spécial des agents commerciaux et que l’ensemble des conditions requises sont demandées, il est possible que ce dernier puisse bénéficier d’avantages comparable à ceux de l’auto-entrepreneur en se mettant sous le régime fiscal des micro-entreprises et sous le régime microsocial.
Dans le cadre de son contrat d’agent commercial, ce dernier peut voir insérer un certain nombre de clause et notamment une clause de non-concurrence. De manière générale, une clause de non concurrence est une clause que l’on peut retrouver dans les contrats de travail. Son but consiste, à permettre après la fin du contrat du salarié de protéger l’entreprise et par conséquent de limiter la liberté du salaire puisque ce dernier sera formellement interdit d’aller proposer ses services chez un professionnel concurrent à l’entreprise anciennement employeur. Cette clause interdit également le salarié de devenir le concurrent de son ancien employeur en travaillant à son compte. La clause de non-concurrence est également applicable au contrat d'agent commercial.
En effet, comme le dispose l’article L.134-14 du Code de commerce :
« Le contrat peut contenir une clause de non-concurrence après la cessation du contrat. Cette clause doit être établie par écrit et concerner le secteur géographique et, le cas échéant, le groupe de personnes confiés à l’agent commercial ainsi que le type de biens ou de services pour lesquels il exerce la représentation aux termes du contrat. La clause de non-concurrence n’est valable que pour une période maximale de deux ans après la cessation d’un contrat. »
Cependant cette clause de non-concurrence est limitée et se rapporte en trois conditions :
- Dans un premier temps, la clause doit être écrite dans le contrat et constituera donc la preuve. Tout autre élément autre que le contrat dans lequel apparaît cette clause de non-concurrence ne sera pas valable.

- L’application de la clause de non-concurrence ne s’applique seulement qu’à un secteur d’activité, qu’une zone géographique précise et qui était concerné dans le contrat de travail, que à la clientèle de l’entreprise protégée et à une catégorie de marchandise ayant été le but du contrat. La clause de non-concurrence ne doit pas être présente de manière abusive et ne doit pas porter une trop grosse atteinte à la liberté de travailler de l’agent commercial. Elle doit être appliquée dans le seul but de venir protéger les intérêts légitimes de l’entreprise, anciennement employeur. Le but n’est pas de priver d’activité professionnelle l’agent commercial.
- La clause de non-concurrence est limitée à deux ans après la fin du contrat.

## Rémunération
L'agent commercial est chargé par le mandant de vendre ses produits/services. Il réalise pour cela un travail de prospection, de négociation, de contractualisation et de suivi de la clientèle. Il est le vendeur et signe les contrats pour le compte de son mandant.
Il est rémunéré par son mandant sur la base d'une commission (commission d'agence), variable selon les marchés, et rien ne s'oppose à ce qu'il perçoive une rémunération fixe mensuelle (forfait charges, frais, etc).
Si le contrat est rompu pendant la période d'essai, une indemnité est due à l'agent commercial.
Dans la majorité des cas, le salaire de l’agent commercial est composé d’un salaire proportionnel déterminé en fonction des commissions. En effet, l’agent commercial ne dispose pas de rémunération fixe mais d’un salaire calculé en fonction des opérations qui l’aura conclu avec des clients pour le compte de l’entreprise. Par conséquent, pour s’assurer rémunération à la fin du mois, il est obligé de démarcher des clients. En effet, le professionnel va percevoir de commissions sur l’ensemble des biens qui l’a vendu au nom de l’entreprise et en fonction de sa contribution au chiffre d’affaires et les résultats de l’entreprise.
D’après l’article L135-5 du Code du commerce, dans le cadre du contrat d’agent commercial, lorsque la rémunération n’est pas prévue par les parties, le montant de la paye de l’agent commercial sera déterminé en conformité des usages pratiqués dans le domaine en question. Les commissions perçues par l’agent commercial représentent 10 à 15 % du chiffre d’affaires.
En France, un agent commercial perçoit en moyenne entre 564 € bruts et 8 309 € bruts par mois c’est-à-dire une rémunération moyenne de 4 436 € bruts par mois. Un agent commercial dans le secteur de l’immobilier cependant touche une rémunération comprise 508 € bruts et 5 630 € bruts par mois en France. Un agent commercial débutant perçoit en moyenne 1 500 euros à ses débuts, 2 300 euros après 5 ans d’expérience, et 4 600 euros voire une somme supérieure après 10 ans de travail,.

## Le Contrat de l'Agent Commercial
En France et dans l'Union européenne, l'activité d'agent commercial est réglementée, par des directives européennes et les droits nationaux. Des contrats types pour agents commerciaux existent et se nomment mandats.
Les points essentiels de ces contrats (mandat) sont : 
- la durée du contrat (finie ou infinie),
- la zone géographique travaillée
- la clientèle cible
- une exclusivité géographique (ou non) donnant droit à l'agent à une commission sur toute affaire liés à cette exclusivité (géographique, de clientèle…)
- La clause de non-concurrence (l'agent peut représenter plusieurs mandants, mais ne peut pas représenter un concurrent sans l'accord du mandant actuel),
- Le droit à commission (même lorsque le mandat est rompu car une affaire issue de la prospection de l'agent).

En France et dans l'Union européenne, l'activité d'agent commercial est réglementée, par des directives européennes et les droits nationaux (décret numéro 58 - 1345 du 23 décembre 1958, relatif au statut professionnel des agents commerciaux).

## Évolution de carrière et débouchés
Un agent commercial a de nombreuses possibilités quant à son évolution de carrière. En effet, après de nombreuses années à exercer son métier et de l’expérience acquise, celui-ci peut évoluer hiérarchiquement. Les postes de cadre sont les plus plébiscités. Dans le cadre d’un poste au sein d’une entreprise, l’agent commercial peut évoluer vers le poste d’ingénieur technico-commercial, directeur commercial, directeur marketing et bien d’autres. Il peut également être amené à créer sa propre structure, à devenir chef de secteur, des ventes ou encore directeur commercial pour les plus performants.
Les débouchés d’un agent commercial sont nombreux car le domaine de la vente est un secteur dynamique.      

## Indépendance de l'Agent Commercial
On utilise l’expression « agent commercial indépendant » pour venir s’opposer à la profession de commercial salarié, de VRP qui sont des fonctions foncièrement différentes.
Plusieurs éléments permettent de distinguer un agent commercial d’un commercial salarié :
- Absence de lien de hiérarchie avec l’entreprise avec laquelle on est en contrat : c’est plus une relation de partenaire qu’une relation de salarié qui est alors entretenu. La différence de l’agent commercial avec le commercial salarié se retrouve au niveau de la gestion du temps de travail et des méthodes de travail employées. L'agent commercial est un indépendant, alors que le VRP multicartes est un salarié au même titre que le VRP exclusif[28].
- La rémunération de l’agent commercial n’est pas fixe mais variable. En effet, la rémunération tous les mois de l’agent commercial dépendra de ses commissions et sa participation au chiffre d’affaires de l’entreprise tandis que le VRP lui est un salarié touchant une rémunération fixe[24].
- Le régime juridique également n’est pas le même parce que l’agent commercial est sous le régime fiscal du travailleur indépendant ce qui aura des conséquences sur les retraites[28].

## Métiers Similaires
Les Agents Commerciaux selon leurs niveaux de compétences peuvent exercer leur métier dans plusieurs secteurs d'activité. Il peut intervenir dans la grande distribution, industrie, banques, tourisme, mode... Par conséquent la dénomination du métier d'Agent Commercial va donc varier selon les secteurs d'activités où il intervient. Par exemple, on peut retrouver le technico-commercial. Ce dernier va connaître  l'ensemble des techniques de négociations, prospections nécessaire pour permettre la vente d'un bien ou service. Ce technico-commercial connaît parfaitement bien ses produits tout comme l'Agent Commercial.
Autre exemple, on peut citer l'Ingénieur technico-commercial. Celui-ci va exercer le même métier que l'Agent Commercial, donc aura les mêmes fonctions principales, cependant il va intervenir dans une entreprise commercialisant des biens et services présentant un haut niveau de technicité. Cela peut être par exemple, des produits de haute technicité, comme l’aérospatial ou l'informatique. Ou encore des produits industriel à destination d'autres entreprises. Cet ingénieur technico-commercial va donc maîtriser le haut niveau de technicité des produits qu'il vend.
Par ailleurs, le métier d'Agent Commercial ressemble fortement aussi à celui de Négociant-Commercial. Ce métier est fondé sur l'entretien de bonnes relations commerciales avec ses clients, fournisseurs, informateurs.. Il doit disposer du sens du contact et d'un bon sens de l'écoute. Le Négociant-Commercial va disposer des différentes informations de son secteur d'activité pour pouvoir mettre en place tous les outils nécessaires à son travail.
On peut donc constater que l'Agent Commercial peut se matérialiser sous diverses intitulés, cela peut être un technico-commercial, un conseiller, un simple commercial, un négociant, un vendeur à domicile. Leurs missions se ressembleront cependant ils n'exerceront pas leurs fonctions dans les mêmes secteurs d'activités.